# Adrian Allenspach
Adrian Allenspach (* 31. August 1969 in Frauenfeld) ist ein ehemaliger Schweizer Fussballspieler und heutiger -trainer.

## Spielerkarriere

### Vereine
1987 stiess Allenspach vom FC Münchwilen zur zweiten Mannschaft des FC St. Gallen. 1988 schaffte er den Sprung in die erste Mannschaft. Sein Debüt als Profi feierte er am 22. Oktober 1988 beim Heimspiel gegen den Servette FC. Dies blieb der einzige Einsatz für die Espen, erst 1991 wechselte Allenspach zum FC Winterthur, der damals in der zweithöchsten Liga spielte. Nach einer Saison wechselte Allenspach zum FC Schaffhausen, der ebenfalls in der zweithöchsten Liga spielte. Bei den Munotstädtern blieb er bis 1995 und wechselte zum FC Aarau, der damals in der höchsten Liga spielte. Allenspach kam unter anderem zu fünf Einsätzen im UI-Cup, in denen er zwei Tore erzielte. Nach einer Saison in Aarau wechselte Allenspach zurück zum FC St. Gallen. Nach einer Saison mit vielen Einsätzen verliess Allenspach den Verein wieder und wechselte in den Kanton Tessin zum FC Lugano. Nach einer Saison bei den Bianconeri in der zweithöchsten Liga wechselte Allenspach zum FC Sion, wo er wiederum im UI-Cup spielte. Nach einer Saison zog es Allenspach in die Ostschweiz zum FC Wil in die zweithöchste Liga. Nach einem Jahr wechselte er ins Toggenburg zum FC Bazenheid, wo er nach zwei Saisons seine Karriere beendete. 2006 kam er zu einem Kurzeinsatz beim FC Bazenheid gegen den FC Frauenfeld.

### Nationalmannschaft
Allenspach spielte in den 1980er-Jahren in der Schweizer U-20 Nationalmannschaft.

## Trainerkarriere
Nach seiner Spielerkarriere blieb Allenspach als Trainer beim FC Bazenheid und blieb dort fünf Jahre. Anschliessend war er acht Jahre Trainer beim FC Tuggen. 2016 spielte der FC Tuggen in der dritthöchsten Liga (Promotion League) sehr enttäuschend. Noch vor dem Ende der Hinrunde trat Allenspach ab und wurde durch Bruno Berner ersetzt. Der FC Tuggen stieg in der Folge aus der Promotion League ab. Nach einem Jahr kehrte Allenspach zum FC Tuggen zurück und war bis 2022 Trainer bei den Schwyzern in der vierthöchsten Liga.